# Khomeyn
Khomeyn (persiska خمين) är en stad i västra Iran. Den ligger i provinsen Markazi och har cirka 70 000 invånare. Khomein ligger 160 km från staden Qom och 350 km från huvudstaden Teheran. Staden är födelseplatsen för ledaren av den Iranska revolutionen, Ruhollah Khomeini. Khomeyn är känt för sin honungsproduktion.
Staden är administrativt centrum för delprovinsen (shahrestan) Khomeyn.